# Manhattan Skyline
Manhattan Skyline ist ein Lied der norwegischen Pop-Rock-Band a-ha aus dem Jahr 1986. Das Stück erschien als dritte Single aus ihrem zweiten Studioalbum Scoundrel Days.

## Entstehung und Inhalt
Geschrieben wurde das Lied von Pål Waaktaar und Magne Furuholmen, die Produktion erfolgte durch Alan Tarney. Furuholmen sagte zur Entstehung, Waaktaar habe den rockigen und er selbst den ruhigen Part des „Klassikers“ geschrieben: „Manhattan Skyline was perhaps one of the most inspired cut and paste projects that Paul and I did. I wrote the quiet part. Paul wrote the rock part. I thought I was doing a classic when I worked on the opening riff. Well, okay, it is a classic, actually.“ Manhattan Skyline ist ein Pop-Rock-Song, dessen melodische Strophe in einen mit vergleichsweise kräftigen E-Gitarren gespielten Refrain mündet. Auch gibt es gegen Ende ein Gitarrensolo. Der Protagonist verabschiedet sich von der offenbar in Manhattan in New York City lebenden geliebten Person, das er per Schiff verlässt, von der er annimmt, dass er sie wohl nie wiedersehen wird. Zum Schluss zitiert er ironisch aus einer Zeitung: „So I read to myself / A chance of a lifetime to see new horizons / On the front page / A black and white picture of Manhattan skyline“. („So lese ich es mir selbst vor: / Die Chance des Lebens, neue Horizonte zu entdecken / Auf der Titelseite / Ein Schwarz-Weiß-Bild der Skyline von Manhattan“.)

## Veröffentlichung und Rezeption
Manhattan Skyline erschien zunächst auf a-has zweitem Studioalbum Scoundrel Days, aus dem es erstmals am 16. Februar 1987 als Single ausgekoppelt wurde. Die Single erreichte in Deutschland Rang 28 der Charts und platzierte sich acht Wochen in den Top 100. Sie wurde zum siebten Charthit der Band in Deutschland. Im Vereinigten Königreich erreichten a-ha ebenfalls zum siebten Mal die Charts. Manhattan Skyline erreichte Rang 13 und platzierte sich sechs Wochen in den Charts. In ihrer Heimat Norwegen erreichte der Titel Platz vier und wurde zum sechsten Top-10- und Charthit.
Chartplatzierungen
| ChartsChartplatzierungen     | Höchstplatzierung | Wochen |
| ---------------------------- | ----------------- | ------ |
| Deutschland (GfK)            | 28 (8 Wo.)        | 8      |
| Norwegen (IFPI)              | 4 (4 Wo.)         | 4      |
| Vereinigtes Königreich (OCC) | 13 (6 Wo.)        | 6      |

## Musikvideo
Das Musikvideo wurde erneut von Steve Barron gedreht. Es wurde am 30. Januar 1987 in einem Londoner Studio aufgenommen und zeigt verschiedene Animationstricks, die sich auf gedruckte Veröffentlichungen beziehen, wie Zeitungen, Kreuzworträtsel oder Malen nach Punkten. Zum Schluss ist eine Titelseite der bekannten norwegischen Zeitung Aftenposten mit der Headline Manhattan Skyline und wie im Songtext einem Schwarz-Weiß-Bild der Skyline von Manhattan zu sehen. Das Video wurde über 5,5 Millionen Mal abgerufen (Stand: Dezember 2020). Zudem wurde der Song auch in einer dank der lauteren E-Gitarre rockigeren Version bei einem vom norwegischen Fernsehsender NRK gefilmten Auftritt 1991 gespielt. Aber auch ein Keyboardsolo gibt es in dieser mit 6:35 Minuten längeren Version.